# Hookeriopsis diversifolia
Hookeriopsis diversifolia är en bladmossart som beskrevs av Brotherus och Cardot in Grandidier 1915. Hookeriopsis diversifolia ingår i släktet Hookeriopsis och familjen Hookeriaceae. Inga underarter finns listade i Catalogue of Life.